# Sylvie Vartan
Nota: Para outros significados de Sylvie, ver (Sylvie, desambiguação)
Sylvie Vartan Embaixador(a) da boa vontade da OMS (Iskretz, 15 de agosto de 1944) é uma cantora francesa conhecida como uma das mais produtivas e resistentes artistas do yé-yé. Suas performances eram muitas vezes caracterizadas por elaboradas coreografias. Teve muitas aparições na TV francesa e italiana. Espetáculos anuais com o então marido Johnny Hallyday atraiam o público ao Olympia e ao Palais des congrès de Paris nos anos 60 e meados da década de 70. Depois de uma pausa nas apresentações, ela começou a gravar e dar concertos de jazz em francês no final de 2004.

## Discografia
- 1962: Sylvie
- 1963: Twiste et Chante
- 1964: Sylvie a Nashville
- 1965: A gift wrapped from Paris
- 1966: Il y a deux filles en moi
- 1967: 2'35 de bonheur
- 1967: Comme un garçon
- 1968: La Maritza

EPs
- 1961: Panne d'essence (with Frankie Jordan)
- 1962: Le Locomotion
- 1962: Tous mes copains
- 1963: I'm watching you
- 1963: Si je chante
- 1964: La Plus Belle pour aller danser
- 1965: Cette lettre-là
- 1965: Quand tu es là
- 1966: Il y a deux filles en moi
- 1966: Par amour, par pitié
- 1967: 2' 35 de bonheur (with Carlos)
- 1967: Comme un garçon
- 1968: Irrésistiblement
- 1968: La Maritza
- 1969: Face au soleil
- 1969: Abracadabra
- 1971: Parle-moi de ta vie
- 1973: J'ai un probleme
- 1974: L'amour au diapason
- 1974: Bye Bye Leroy Brown
- 1975: La Drole de fin
- 1975: Danse-la, Chante-la
- 1976: Qu-est-ce qui fait pleurer les blondes
- 1976: L'amour c'est comme les bateaux
- 1977: Petit Rainbow
- 1978: Fantaisie
- 1978: Solitude
- 1978: Disco Queen
- 1979: I don't want he night to end
- 1980: Nicolas
- 1980: Tape, Tape
- 1981: L'amour c'est comme une cigarette
- 1981: Ca va mal
- 1982: La sortie de secours
- 1983: La premiere fois qu'on s'aimera
- 1983: Danse ta vie
- 1985: If you walk away
- 1985: Double Exposure
- 1988: Femme sosu influence
- 1990: C'est fatal
- 1990: Quant tu es la
- 1993: Tes tendres annees
- 1996: Je n'aime encore que toi
- 1998: Darina
- 2004: Ce n'est pas rien
- 2005: La neige en ete
- 2009: Je chante le blues
- 2010: Je me detacherai
- 2011: Personne

## Filmografia
- Pod igoto (1952)
- Un clair de lune à Maubeuge (1962)
- Cherchez l'idole (1963)
- D'où viens-tu, Johnny? (1964)
- Patate (1964)
- Malpertuis (1971)
- L'ange noir (1994)
- Mausolée pour une garce (2001) (TV)